# Shoppen
 Der er for få eller ingen kildehenvisninger i denne artikel, hvilket er et problem. Du kan hjælpe ved at angive troværdige kilder til de påstande, som fremføres i artiklen.

Shoppen er et indkøbscenter i Skalborg ved Aalborg. Centret indeholder 17 butikker og ligger ved siden af Aalborg Storcenter i handelsområdet City Syd.

## Butikker
Centret indeholder bl.a. følgende butikker:
- Bahne
- Børnenes Kartel
- Elgiganten
- FitMom Aalborg
- Gina Tricot
- H&M
- iHelp
- Intersport Outlet
- Kings & Queens
- Partyland
- Schou Bertelsen Sko
- Holy Cow
- Bogø Sandwich
- Kochs Kaffebar
- Tian Fu
- Nordisk Film Biografer